# Aliyalike He
Aliyalike He (kinesiska: 阿里雅力克河) är ett vattendrag i Kina. Det ligger i den autonoma regionen Xinjiang, i den nordvästra delen av landet, omkring 690 kilometer söder om regionhuvudstaden Ürümqi.
Genomsnittlig årsnederbörd är 99 millimeter. Den regnigaste månaden är juni, med i genomsnitt 44 mm nederbörd, och den torraste är december, med 1 mm nederbörd.